# Ambassade du Japon en Allemagne
L'ambassade du Japon en Allemagne est la représentation diplomatique du Japon en Allemagne. Elle est située au 6 Hiroshimastraße, à Berlin, la capitale du pays. Son ambassadeur est, depuis 2020, Hidenao Yanagi.

## Histoire

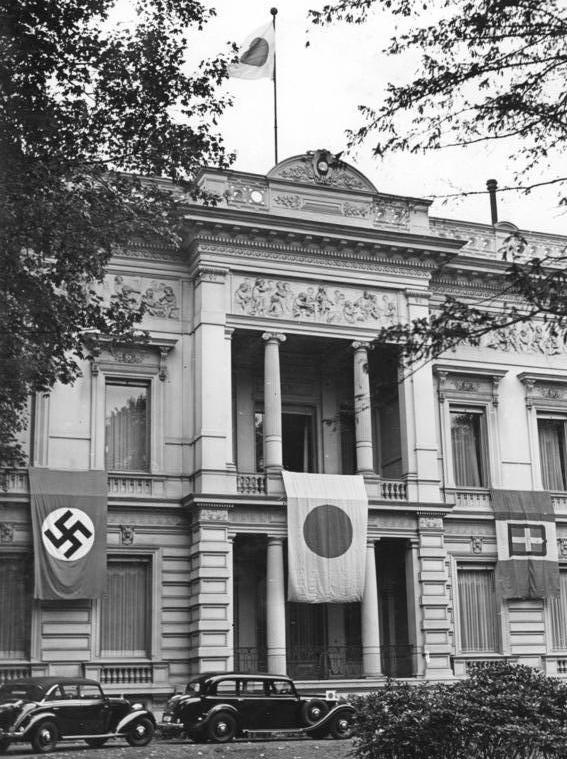
L'ancien bâtiment de l’ambassade du Japon pendant le Troisième Reich, en septembre 1940.

### Troisième Reich et immédiat après-guerre
Lorsque l'ambassade est bombardée pendant la Seconde Guerre mondiale, une partie du Savoy Hotel est occupée par des bureaux de l'ambassade de 1943 à 1945.

## Ambassadeurs du Japon en Allemagne
- 1870-1873 : Samejima Naonobu
- 1874-1880 : Aoki Shūzō
- 1874-1879 : Sannomiya Yoshitane (intérim)
- 1874-1885 : Aoki Shūzō
- 1886 : Shinagawa Yajirō
- 1887-1891 : Saionji Kinmochi
- 1892-1897 : Aoki Shūzō
- 1898-1907 : Inoue Katsunosuke
- 1908-1911 : Chinda Sutemi
- 1911-1914 : Sugimura Koichi
- 1914-1920 : Pas de relations diplomatiques
- 1921-1923 : Hioki Eki
- 1924-1925 : Honda Kumatarō
- 1926-1930 : Nagaoka Harukazu
- 1931-1932 : Obata Yūkichi
- 1933-1934 : Nagai Matsuzō
- 1934-1937 : Kintomo Mushanokōji
- 1937-1938 : Shigenori Tōgō
- 1938-1939 : Hiroshi Ōshima
- 1939-1941 : Kurusu Saburō
- 1941-1945 : Hiroshi Ōshima
- 1945-1952 : Pas de relations diplomatiques
- 1952-1953 : Teraoka Kōhei
- 1954-1956 : Kase Shun’ichi
- 1956-1957 : Ōno Katsumi
- 1957-1961 : Takeuchi Ryūji
- 1961-1965 : Narita Katsushirō
- 1965-1970 : Uchida Fujio
- 1970-1972 : Kai Fumihiko
- 1972-1975 : Sono Akira
- 1975-1977 : Ueda Tsuneaki
- 1978-1982 : Yoshino Bunroku
- 1982-1986 : Miyazaki Hiromichi
- 1986-1989 : Miyazawa Yasushi
- 1989-1993 : Kimura Keizō
- 1993-1998 : Tatsuo Arima
- 1998-2001 : Kunisada Kume
- 2001-2002 : Issei Nomura (de)
- 2002-2005 : Yūshū Takashima
- 2005-2008 : Toshiyuki Takano (en)
- 2008-2012 : Takahiro Shinyo (de)
- 2012-2015 : Takeshi Nakane
- 2015-2020 : Takeshi Yagi (de)
- Depuis 2020 : Hidenao Yanagi